# Płazy beznogie
Płazy beznogie (Gymnophiona) – rząd płazów o robakowatym kształcie, często przypominają wyglądem dżdżownicę. Żywią się larwami owadów i innych bezkręgowców. Mają zredukowane kończyny i pasy: barkowy i miednicowy. W skórze drobne łuski. Kręgosłup składa się z prawie 200 dwuwklęsłych (amficelicznych) kręgów. Nie mają oczu lub posiadają oczy szczątkowe. Żyją w wilgotnej glebie w krajach tropikalnych poza Madagaskarem, Nową Gwineą, Australią i wyspami Oceanu Indyjskiego.

## Systematyka
Do rzędu płazów beznogich należą następujące rodziny:
- Caeciliidae Rafinesque, 1814 – marszczelcowate
- Chikilidae Kamei, San Mauro, Gower, Van Bocxlaer, Sherratt, Thomas, Babu, Bossuyt, Wilkinson & Biju, 2012
- Dermophiidae Taylor, 1969
- Herpelidae Laurent, 1984
- Ichthyophiidae Taylor, 1968 – łusecznikowate[4]
- Grandisoniidae Lescure, Renous & Gasc, 1986
- Rhinatrematidae Nussbaum, 1977
- Scolecomorphidae Taylor, 1969
- Siphonopidae Bonaparte, 1850
- Typhlonectidae Taylor, 1968

## Szczegóły budowy
Wielkość: 10–150 cm.
Szkielet: duża liczba kręgów, czaszka zwarta i twarda.
Układ nerwowy: oczy uwstecznione; na głowie czułki z chemoreceptorami.
Układ oddechowy: u większości lewe płuco zredukowane, u Atretochoana eiselti brak płuc.
Rozród: zapłodnienie wewnętrzne, męski narząd kopulacyjny: fallodeum; jajorodność, rzadziej żyworodność.

## Ewolucja
Niektóre analizy filogenetyczne sugerują, że w przeciwieństwie do płazów bezogonowych i ogoniastych, które według tych analiz miałyby pochodzić od temnospondyli, Gymnophiona wyewoluowały z przedstawicieli grupy lepospondyli – jeśli hipoteza ta jest prawdziwa, współczesne płazy, grupa Lissamphibia, byłyby taksonem difiletycznym. Z innych analiz wynika jednak, że Lissamphibia są taksonem monofiletycznym.